# Muratowka (stacja kolejowa)
Muratowka (ros. Муратовка) – węzłowa stacja kolejowa w miejscowości Muratowka, w okręgu miejskim Kaługa, w obwodzie kałuskim, w Rosji. Węzeł linii Wiaźma – Kaługa – Tuła z linią Moskwa – Briańsk – Kijów.